# Xã Jackson, Quận Hardin, Ohio
Xã Jackson (tiếng Anh: Jackson Township) là một xã thuộc quận Hardin, tiểu bang Ohio, Hoa Kỳ. Năm 2010, dân số của xã này là 2.098 người.